# 福井市越廼小学校

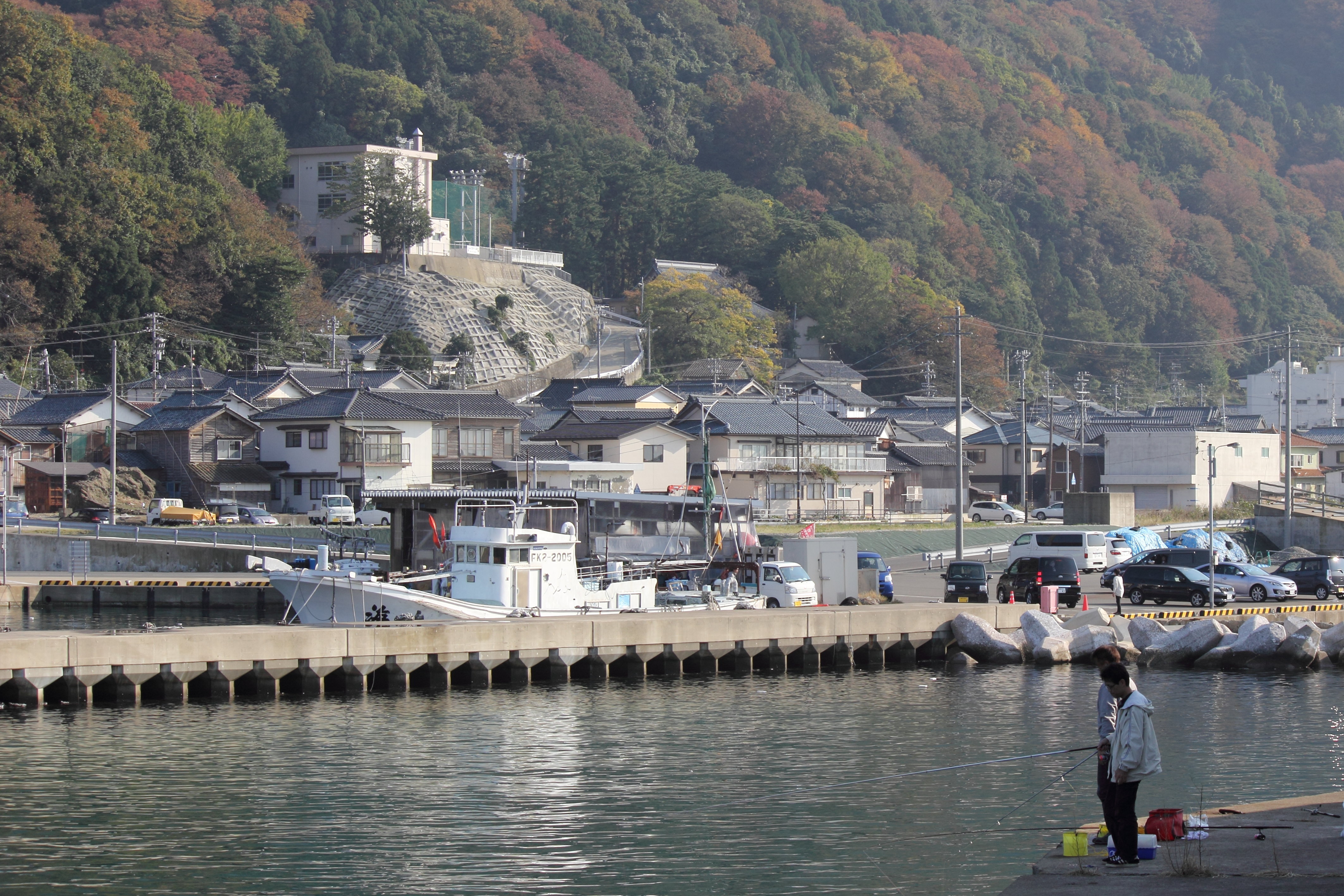
越廼小学校　遠望

福井市越廼小学校（ふくいし こしのしょうがっこう）は、福井県福井市茱崎町にある公立小学校。

## 通学区域
- 蒲生町・茱崎町・大味町・居倉町・浜北山町・城有町・赤坂町・八ツ俣町[1]

## 進学先中学校
- 福井市越廼中学校

## アクセス
- 北陸新幹線・ハピラインふくい線・えちぜん鉄道勝山永平寺線 福井駅より、京福バス 10・15系統（越前海岸ブルーライン線）「波の華」行きに乗車し、「茱崎（ぐみざき）」下車。
- E8 北陸自動車道 福井ICから、国道158号・福井県道・石川県道5号福井加賀線・福井県道6号福井四ヶ浦線・国道305号経由 約31 km。